# Sprezzatura

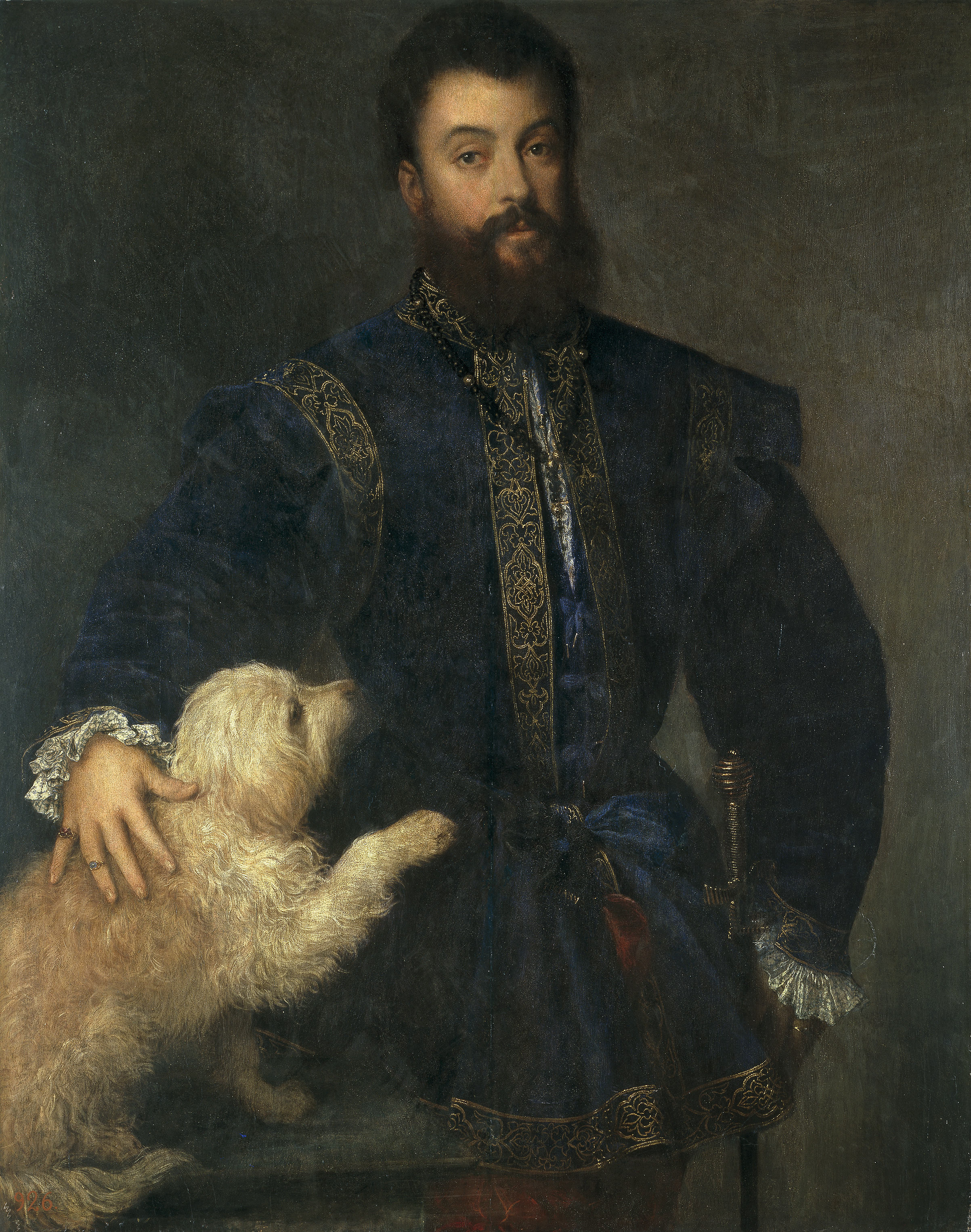
Titiaan, Portret van Federico II Gonzaga, circa 1525, Museo Nacional del Prado, Madrid

Sprezzatura is een Italiaans begrip uit de renaissance dat lastig te vertalen is, maar in het Nederlands omschreven kan worden als "bestudeerde nonchalance", "moeiteloze gratie" of "de schijn van moeiteloosheid". In de zeventiende eeuw sprak men van "lossigheydt". Het woord verwijst naar een houding – zowel letterlijk als figuurlijk – die aangeeft dat je niet tot het gewone volk behoort, maar deel uitmaakt van een elite die weet hoe het hoort. In de kunst wordt de term gebruikt voor de losse, ogenschijnlijk geïmproviseerde schildertechniek van onder anderen Titiaan, Frans Hals, Velázquez en Rembrandt.

## De hoveling
Het begrip werd vooral verspreid door het boek Il cortegiano (De hoveling) van Baldassare Castiglione, dat werd gepubliceerd in 1528 in Venetië. De sprezzatura die hij aanraadde, moest laten zien dat alles wat men zei of deed zonder enige moeite en vrijwel zonder nadenken geschiedde, maar hij gaf toe dat het een spontaniteit was die moest worden ingestudeerd, een kunst die een kunst verbergt. In de Nederlanden werd het boek zowel in het Italiaans en Spaans als in de Franse vertaling uit 1585 (Le parfait courtier, "De perfecte hoveling") gelezen. De eerste Nederlandse vertaling (De volmaeckte Hovelinck) verscheen pas in 1662 en was opgedragen aan Jan Six. In de Nederlandse zeventiende eeuw bracht in het bijzonder Constantijn Huygens, die zich als secretaris van Frederik Hendrik zelf een hoveling kon noemen, de lessen van Castiglione in de praktijk bij de opvoeding van zijn kinderen.

## De schilder
In de schilderkunst is het begrip sprezzatura vooral verbonden met het late werk van Titiaan, die aan het begin van zijn carrière glad en precies werkte en daar veel succes mee had, maar aan het eind van zijn leven een ruwere, spontane stijl ontwikkelde en zijn vakmanschap verborg achter losse penseelstreken - iets waar veel collega's zich op verkeken. Karel van Mander beschreef de sprezzatura-stijl van de late Titiaan in zijn Schilder-boeck, waar onder anderen Rembrandt zijn inspiratie uit haalde.
In de portretten van Willem van Heythuijsen en Jan Six, door respectievelijk Frans Hals en Rembrandt, is zowel de schilderstijl als de pose van de geportretteerde een voorbeeld van sprezzatura.

Titiaan, Zelfportret, 1566, Madrid, Museo Nacional del Prado
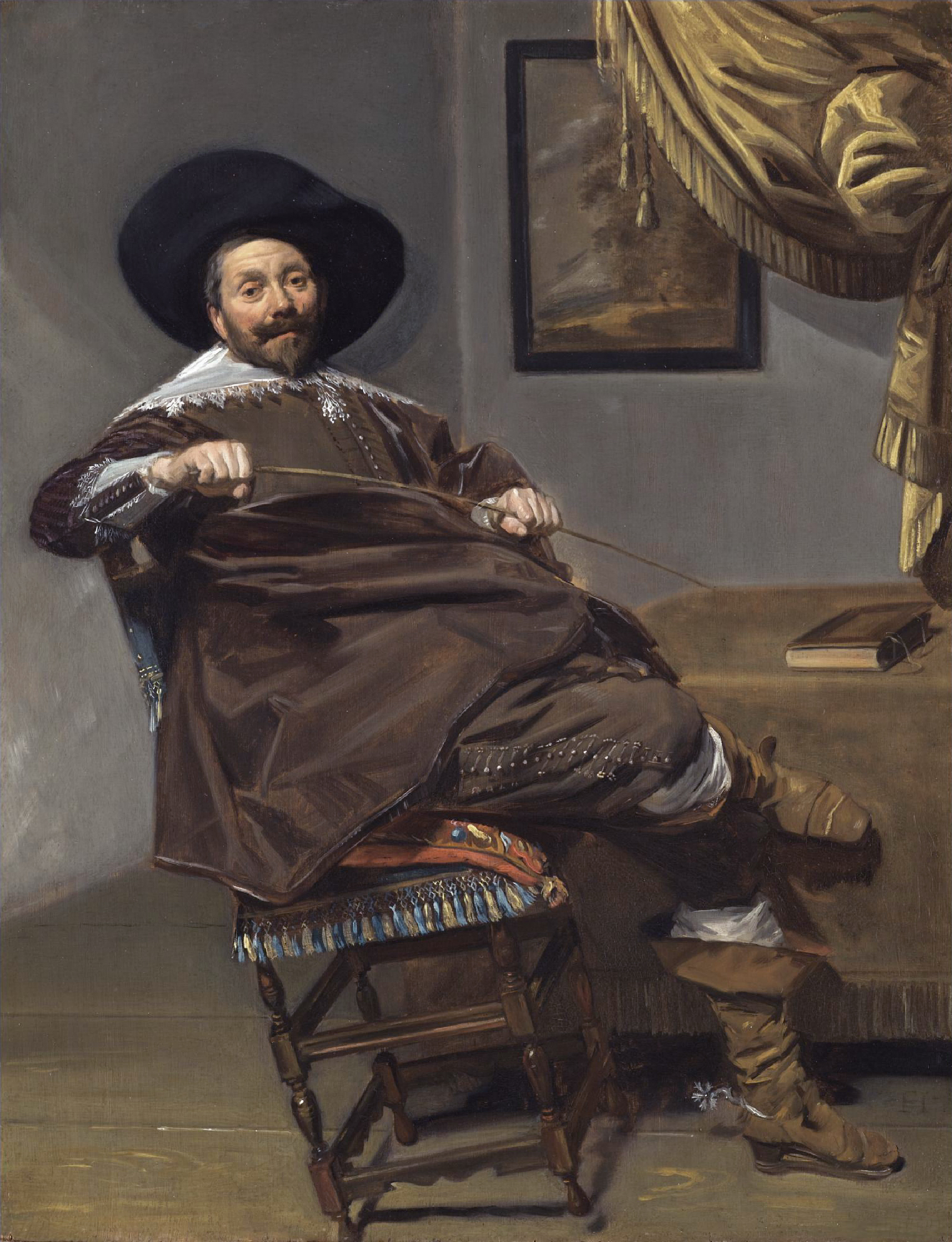
Frans Hals, Portret van Willem van Heythuijsen, circa 1635, privécollectie
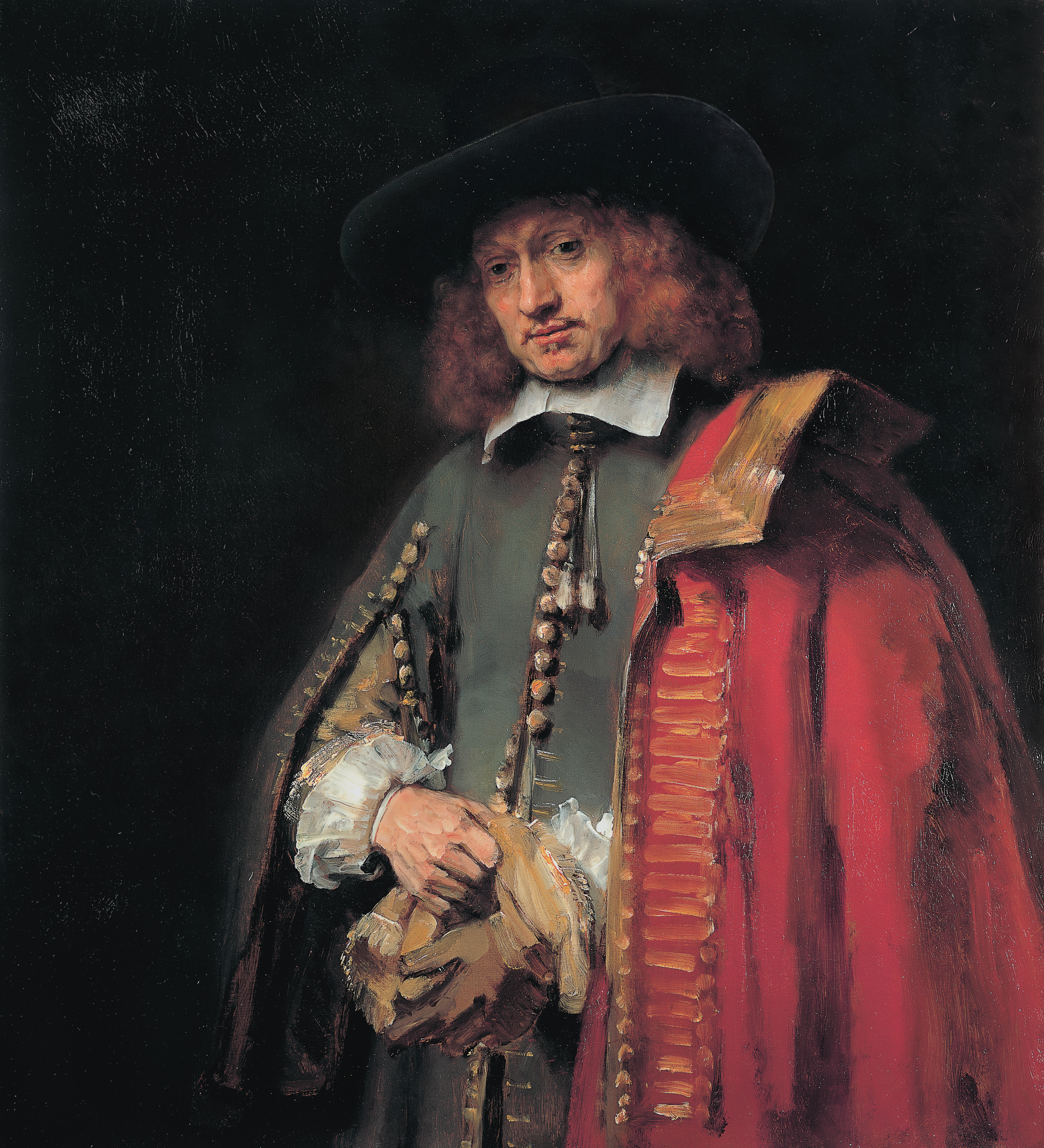
Rembrandt, Portret van Jan Six, 1654, Collectie Six, Amsterdam
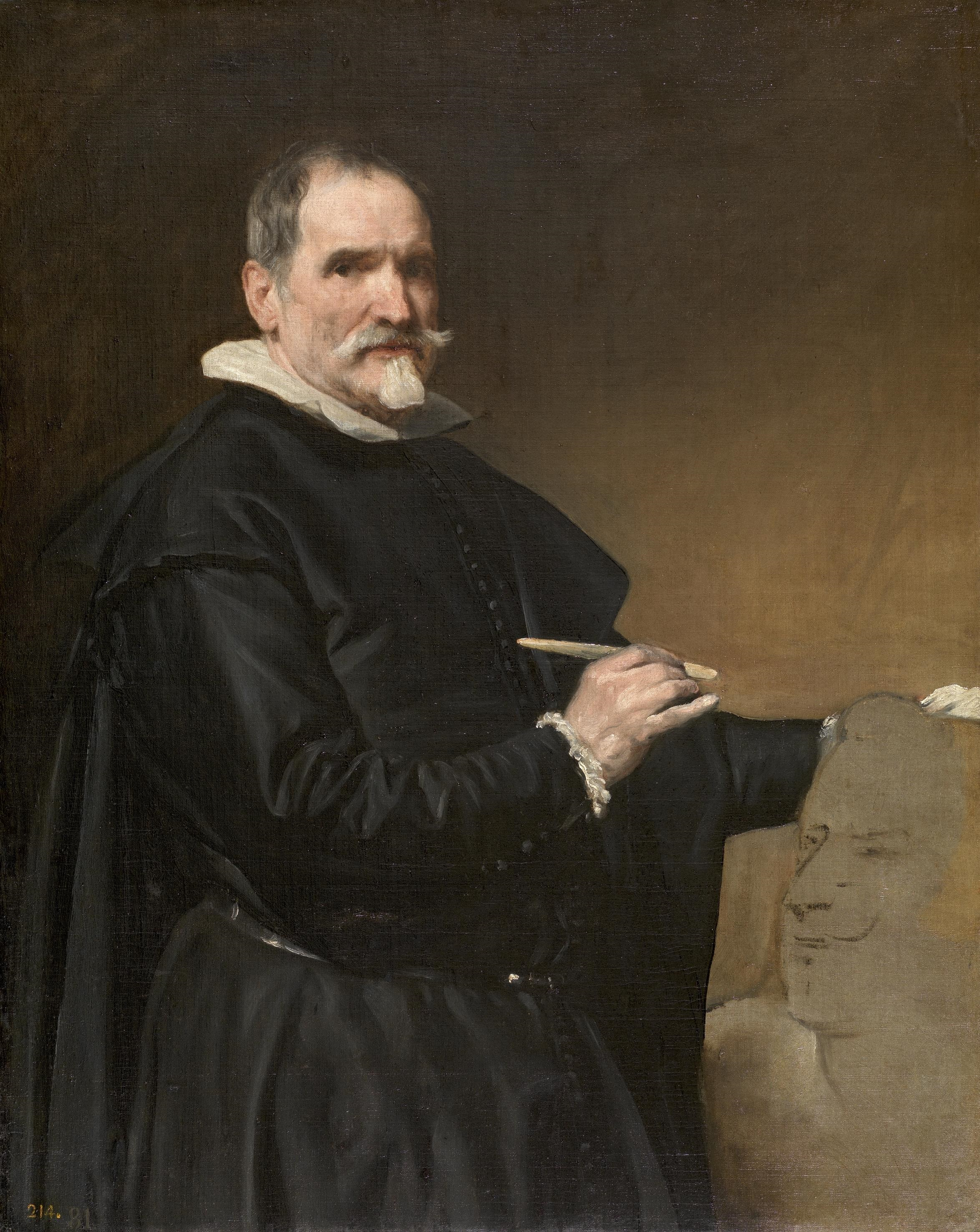
Diego Velázquez, Portret van Juan Martínez Montañés, bezig aan een buste van Filips IV van Spanje, circa 1635, Museo Nacional del Prado, Madrid

## De quasi-nonchalante houding
Toen het Ariosto-portret en het portret van Castiglione zich rond 1639-1641 tijdelijk in Amsterdam bevonden als onderdeel van de collectie van de kunsthandelaar Alphonso Lopez, grepen diverse kunstenaars hun kans om de portretten van twee sleutelfiguren uit de renaissance te bestuderen en te kopiëren. Voor Rembrandt was het aanleiding om een geëtst en een geschilderd zelfportret te maken waarmee hij zelfverzekerd de competitie aanging met Rafaël en Titiaan.

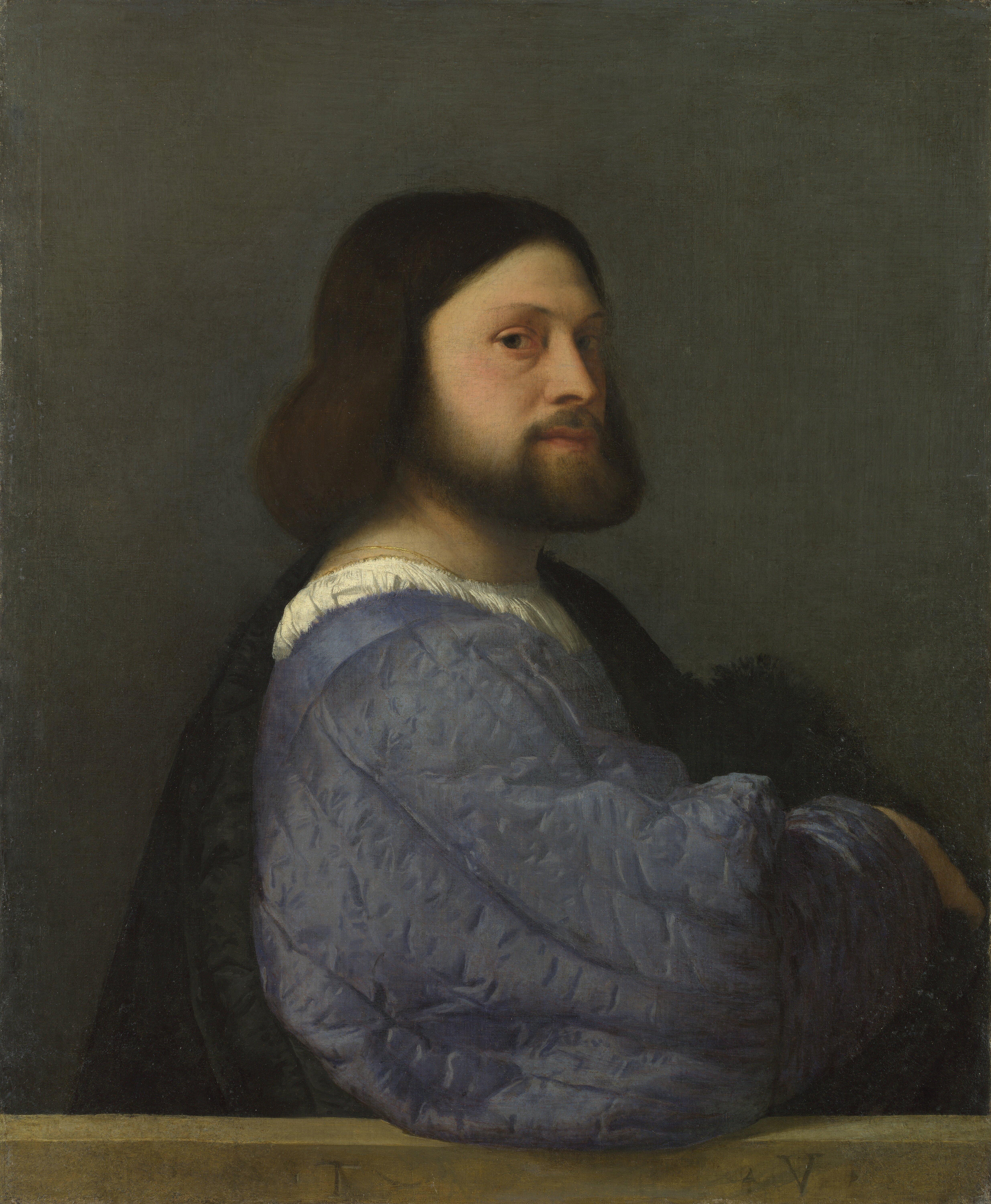
Titiaan, Portret van een man (het "Ariosto-portret"), circa 1510, National Gallery, Londen.
Rafaël, Portret van Baldassar Castiglione, 1514-1515, Louvre, Parijs
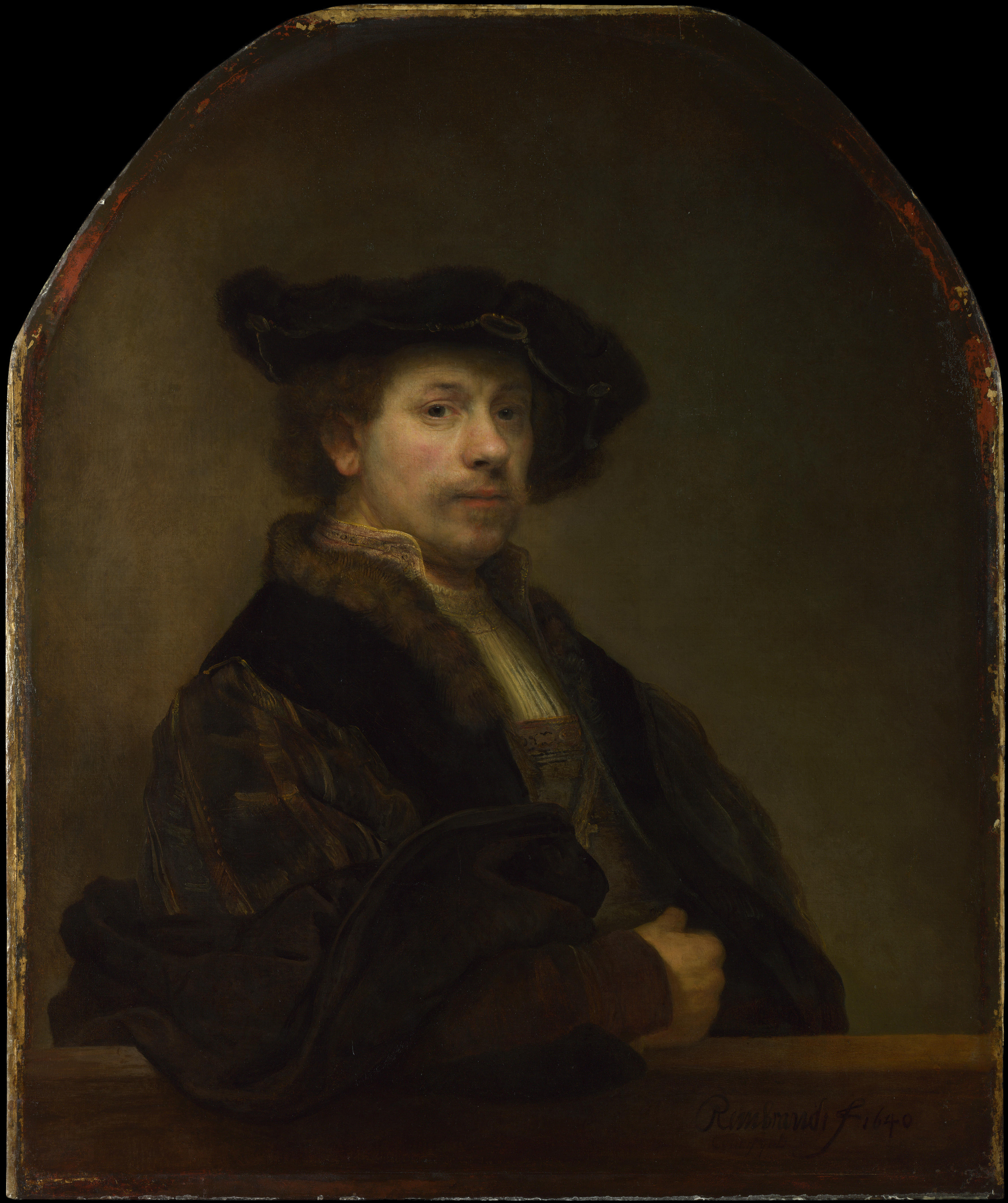
Rembrandt, Zelfportret op 34-jarige leeftijd, 1640, National Gallery, Londen

## Sprezzatura in de mode
Een modern voorbeeld van sprezzatura was de kledingstijl van de Italiaanse industrieel en stijlicoon Gianni Agnelli: "Hij droeg zijn horloge over de mouw van zijn overhemd of wandelschoenen onder een pak. De nonchalante stijl en vreemde stilistische 'fouten' combineerde hij met een verder formele outfit. Dit maakte Agnelli toegankelijk, terwijl hij een typische kapitalistische magnaat was. Zo liet hij zien dat hij het drukker had met andere zaken, in plaats van zich het meest druk maken over zijn outfit."